# Discografia di Giordana Angi
La discografia di Giordana Angi, cantautrice e produttrice discografica italiana, è costituita da quattro album in studio, due EP, ventiquattro singoli e altrettanti video musicali, pubblicati dal 2012.

## Album in studio
| Anno                                                         | Titolo | Classifiche | Classifiche |
| Anno                                                         | Titolo | ITA         | SWI         |
| ------------------------------------------------------------ | --- | ----------- | ----------- |
| 2019                                                         | Voglio essere tua - Pubblicato: 10 ottobre 2019 - Etichetta: Universal Music Italia, Virgin Records - Formati: CD, LP, download digitale, streaming       | 1           | 92          |
| 2021                                                         | Mi muovo - Pubblicato: 14 maggio 2021 - Etichetta: Universal Music Italia, Virgin Records - Formati: CD, LP, download digitale, streaming                 | 11          | —           |
| 2022                                                         | Questa fragile bellezza - Pubblicato: 28 ottobre 2022 - Etichetta: Universal Music Italia, Virgin Records - Formati: CD, LP, download digitale, streaming | 27          | —           |
| 2024                                                         | She's so Great - Pubblicato: 23 maggio 2024 - Etichetta: Cherrytree Records - Formati: CD, LP, download digitale, streaming                               | —           | —           |
| "—" indica una pubblicazione non classificata in quel paese. | |             |             |

## Extended play
| Anno                                                         | Titolo | Classifiche | Certificazioni | Unità          |
| Anno                                                         | Titolo | ITA         | Certificazioni | Unità          |
| ------------------------------------------------------------ | --- | ----------- | -------------- | -------------- |
| 2019                                                         | Casa - Pubblicato: 19 aprile 2019 - Etichetta: Universal Music Italia, Virgin Records - Formati: CD, download digitale, streaming | 2           | - ITA: Oro     | - ITA: 25 000+ |
| 2023                                                         | Giordana - Pubblicato: 10 novembre 2023 - Etichetta: Cherrytree Records - Formati: CD, LP, download digitale, streaming           | —           |                |                |
| "—" indica una pubblicazione non classificata in quel paese. | |             |                |                |

## Singoli

### Come artista principale
| Anno                                                         | Titolo                                               | Classifiche | Certificazioni          | Unità          | Album di provenienza |
| Anno                                                         | Titolo                                               | ITA         | Certificazioni          | Unità          | Album di provenienza |
| ------------------------------------------------------------ | ---------------------------------------------------- | ----------- | ----------------------- | -------------- | -------------------- |
| 2012                                                         | Incognita poesia                                     | —           |                         |                | /                    |
| 2016                                                         | Chiusa con te (XXX)                                  | —           |                         |                | /                    |
| 2019                                                         | Casa                                                 | 44          | - ITA: Platino          | - ITA: 70 000+ | Casa                 |
| 2019                                                         | Chiedo di non chiedere                               | —           |                         |                | Casa                 |
| 2019                                                         | Stringimi più forte                                  | 58          | - ITA: Oro              | - ITA: 25 000+ | Voglio essere tua    |
| 2020                                                         | Come mia madre                                       | 55          |                         |                | Voglio essere tua    |
| 2020                                                         | Amami adesso                                         | 81          | Mi muovo                |                |                      |
| 2020                                                         | Siccome sei                                          | —           | Mi muovo                |                |                      |
| 2021                                                         | Tuttapposto (feat. Loredana Bertè)                   | —           | Mi muovo                |                |                      |
| 2021                                                         | Farfalle colorate                                    | —           | Mi muovo                |                |                      |
| 2021                                                         | Passeggero                                           | —           | Questa fragile bellezza |                |                      |
| 2022                                                         | Le cose che non dico                                 | —           | Questa fragile bellezza |                |                      |
| 2022                                                         | Un autunno fa                                        | —           | Questa fragile bellezza |                |                      |
| 2023                                                         | J'étais pas fait pour le bonheur (con Pascal Obispo) | —           | /                       |                |                      |
| 2023                                                         | Photo                                                | —           | Giordana                |                |                      |
| 2023                                                         | Con questa luce                                      | —           | Giordana                |                |                      |
| 2023                                                         | Emmène-moi danser ce soir                            | —           | /                       |                |                      |
| 2024                                                         | Ritorno sempre a te                                  | —           | /                       |                |                      |
| 2024                                                         | Incredibile                                          | —           | /                       |                |                      |
| 2024                                                         | Take Us Home                                         | —           | She's so Great          |                |                      |
| 2024                                                         | Locura Real                                          | —           | /                       |                |                      |
| 2024                                                         | Piano piano                                          | —           | /                       |                |                      |
| 2024                                                         | Il nostro amore (feat. Sting)                        | —           | She's so Great          |                |                      |
| 2025                                                         | Strade                                               | —           | /                       |                |                      |
| "—" indica una pubblicazione non classificata in quel paese. |                                                      |             |                         |                |                      |

## Autrice e compositrice per altri artisti
| Anno | Titolo                            | Artista            | Album di provenienza         |
| ---- | --------------------------------- | ------------------ | ---------------------------- |
| 2018 | Senza appartenere                 | Nina Zilli         | Modern Art (Sanremo Edition) |
| 2019 | Più forti del ricordo             | Carmen Ferreri     | Più forti del ricordo        |
| 2019 | Buona (cattiva) sorte             | Tiziano Ferro      | Accetto miracoli             |
| 2019 | Accetto miracoli                  | Tiziano Ferro      | Accetto miracoli             |
| 2019 | Casa a Natale                     | Tiziano Ferro      | Accetto miracoli             |
| 2019 | Seconda pelle                     | Tiziano Ferro      | Accetto miracoli             |
| 2019 | Accanto a te                      | Alberto Urso       | Solo                         |
| 2020 | Solo con te                       | Alberto Urso       | Il sole ad est               |
| 2020 | Geloso                            | Francesco Bertoli  | Carpe diem                   |
| 2021 | 0 passi                           | Deddy              | Il cielo contromano su Giove |
| 2021 | Mentre ti spoglio                 | Deddy              | Il cielo contromano su Giove |
| 2021 | Il nostro tempo                   | Alessandra Amoroso | Tutto accade                 |
| 2022 | Tienimi stanotte                  | Luigi Strangis     | Strangis                     |
| 2022 | Niente a parte te                 | Luigi Strangis     | Voglio la gonna              |
| 2022 | Dove sei                          | Sissi              | Leggera                      |
| 2022 | Non siamo soli                    | Alex Wyse          | Non siamo soli               |
| 2024 | Da quando non ho smesso di amarti | Martina Giovannini | /                            |
| 2024 | Libri usati                       | Fiorella Mannoia   | Disobbedire                  |
| 2025 | Cuore bucato                      | Nicolò Filippucci  | Un'ora di follia             |

## Video musicali
| Anno | Titolo                           | Regista/i                            |
| ---- | -------------------------------- | ------------------------------------ |
| 2012 | Incognita poesia                 | Laura Luchetti                       |
| 2016 | Chiusa con te (XXX)              | Gaetano Morbioli                     |
| 2019 | Casa                             | Stefano Bertelli                     |
| 2019 | Chiedo di non chiedere           | Priscilla Santinelli                 |
| 2019 | Stringimi più forte              | Priscilla Santinelli                 |
| 2020 | Come mia madre                   | Priscilla Santinelli                 |
| 2020 | Amami adesso                     | Matilde Composta e Lorenzo Invernici |
| 2020 | Siccome sei                      | Cristiano Pedrocco                   |
| 2021 | Tuttapposto                      | Luca Vecchi                          |
| 2021 | Farfalle colorate                | Jacopo Marchini                      |
| 2021 | Passeggero                       | Federico Falcioni                    |
| 2022 | Le cose che non dico             | Emanuel Lo                           |
| 2022 | Un autunno fa                    | Emanuel Lo                           |
| 2023 | J'étais pas fait pour le bonheur | Fabrice Laffont                      |
| 2023 | Photo                            | —                                    |
| 2023 | Con questa luce                  | —                                    |
| 2023 | Emmène-moi danser ce soir        | —                                    |
| 2024 | Ritorno sempre a te              | Fabrizio Cestari                     |
| 2024 | Incredibile                      | —                                    |
| 2024 | Take Us Home                     | Fabrizio Cestari                     |
| 2024 | Locura Real                      | —                                    |
| 2024 | Piano piano                      | Davide De Meo                        |
| 2024 | Il nostro amore                  | Fabrizio Cestari                     |
| 2025 | Strade                           | Vincenzo Acquaviva                   |